# Canisianer
Die Brüdergemeinschaft der Canisianer ist eine Römisch-katholische Ordensgemeinschaft, die 1854 von dem damaligen Wallfahrtsrektor und späteren Bischof von Münster, Johann Bernhard Brinkmann, im Anschluss an die „Weltpriester-Congregation unter dem Titel der schmerzhaften Gottesmutter zu Cevelaer“ im Marienwallfahrtsort Kevelaer begründet wurde.

## Geschichte
Die Mitglieder hatten zunächst im Haus der Priesterkongregation Brüderdienste übernommen, wurden aber schon 1857 als „Kongregation der Brüder der christlichen Liebe“ selbständig. Ihre erste Niederlassung war das „Haus Hall“ bei Gescher, ein neu gegründetes Erziehungsheim für verwahrloste Jungen, deren Betreuung die Brüder übernahmen. Bald kamen weitere gleichartige Häuser dazu: 1899 das Martini-Stift bei Appelhülsen und 1902 das St. Josefshaus Wettringen. 1928 wurde das Herz-Jesu-Kloster in Ellewick bei Vreden als Noviziat neu erbaut.
Als die Priesterkongregation im Kulturkampf 1875 aufgehoben wurde, blieb die Brüderkongregation wegen ihrer sozialen Tätigkeit unbehelligt. 1951 wurde sie von Bischof Michael Keller als „Genossenschaft der Brüder des hl. Petrus Canisius vom christlichen Apostolat“ neu organisiert und erhielt einen eigenen Generaloberen. Seit 1965 nennt sie sich „Brüdergemeinschaft der Canisianer“. Ihr können heute auch Priester und Diakone angehören. 1952 überließ Bischof Keller der Gemeinschaft das heutige Canisiushaus in Münster zur Noviziatsausbildung, wo seit 1965 auch die Ordensleitung ihren Sitz hat.
Ein Schwerpunkt der Ordensgemeinschaft war die pädagogische Arbeit mit gefährdeten und behinderten Jugendlichen und der Aufbau von entsprechenden Einrichtungen. Diese Tatsache erleichterte die Erneuerung der Gemeinschaft durch Bischof Michael Keller. Seit 1951 öffnete sie sich für zusätzliche Aufgabengebiete und versuchte, neue Formen gemeinsamen Lebens zu finden. Heute arbeiten die Brüder hauptsächlich in sozialen und pastoralen Bereichen. Derzeit sind sie als Sozialarbeiter, Erzieher, Krankenpfleger, Pastoralreferenten, Seelsorger, Sakristane oder Verwaltungsmitarbeiter tätig.

## Gegenwart
Die Ordensgemeinschaft zählte 2013 in sieben Konventen in Deutschland, unter anderem in Münster, Kevelaer, Appelhülsen und Vreden, 36 Mitglieder. Von 1968 bis 2013 bestand auch eine Niederlassung in Cardonal im Bistum Tula in Mexiko. 2022 gehörten 28 Brüder zur Gemeinschaft.
Der Leiter der Brüdergemeinschaft der Canisianer ist seit 2020 Bruder Konrad Schneermann. Der Rektor der Kapelle des Canisiushauses ist Pfarrer Ludger Bornemann.